# الدرمستون وهرف (باركشير)
الدرمستون وهرف (بالإنجليزية: Aldermaston Wharf)‏ هي قرية تقع في المملكة المتحدة في جنوب شرق إنجلترا.